# (6870) Pauldavies
(6870) Pauldavies ist ein Asteroid des inneren Hauptgürtels, der am 28. Juli 1992 vom britisch-australischen Astronomen Robert McNaught am Siding-Spring-Observatorium (IAU-Code 413) in der Nähe von Coonabarabran in Australien entdeckt wurde.
Benannt wurde er am 2. Februar 1999 nach dem britischen Physiker und Sachbuchautor Paul Davies (* 1946), der in Großbritannien, Australien und den USA gelehrt hat, der sich neben der Kosmologie und Quantenfeldtheorie (speziell Quantenfeldtheorie in gekrümmten Raum-Zeiten) auch mit Astrobiologie, SETI und Fragen des Ursprungs des Lebens beschäftigt.